# 三吉修
三吉 修（みよし おさむ、1950年 - ）は、日本の法学者。和歌山大学経済学部教授。専門は行政法。

## 人物
1950年広島県生まれ。大阪大学大学院修了。訴えの利益、条例、環境保護をキーワードに研究している。大阪府、和歌山県を中心に審議会委員など多数の社会活動を行っている。

## 著書

### 共著
- 『新版行政法』（有斐閣、2009年）
- 『新版　基礎憲法』（法律文化社、1999年）
- 『ファンダメンタル　地方自治法（第2版）』（法律文化社、2009年）

### 共編著
- 『資料で考える憲法（第2版）』（法律文化社、2001年）